# Gouania wurdackii
Gouania wurdackii là một loài thực vật có hoa trong họ Táo. Loài này được Steyerm. mô tả khoa học đầu tiên năm 1988.